# Сражение у Куддалора (1758)
Сражение у Куддалора — морское сражение между французским и британским флотами в рамках Семилетней войны 29 апреля 1758 года. Это первое из трех военно-морских сражений между двумя флотами в этом районе во время конфликта.

## Предыстория
Куддалор — индийский порт, расположенный примерно в 180 км к югу от Мадраса (ныне Ченнаи), в 20 км к югу от Пондичерри. Город в то время был столицей французских торговых постов в Индии.
Семилетняя война была официально объявлена в Европе в 1756 году, и первоначально боевые действия развернулись в Атлантике, Карибском бассейне и Канаде, однако вскоре война затронула и Индийский океан, где Британская и Французская ост-Индские компании жестко конкурировали за влияние. В марте 1757 года англичане захватили Чанданнагар, и стало ясно, что все французские учреждения в Индии отныне находятся под угрозой.
Французское правительство, которое имело гораздо меньше военных кораблей, что Королевский военно-морской флот, тем не менее, решило отправить подкрепления в Индию. Была сформирована эскадра из 8 кораблей — Comte de Provence (58 орудий, капитан Жан-Жак Делашез), Bien-Aimé (58, Жан-Батист Буве де Лозье), Vengeur (54, Жан-Батист Кристи де ла Пальер), Mosan (50, Пьер де Бекделивр), Duc de Bourgogne (50, Жан-Батист Дени де Апре де Мандевилетт), Duc d’Orléans (50, Жан-Франсуа Мари де Сюрвиль), Saint-Louis (50, Луи-Доминик де Жоанни), Condé (50, Жак Дерабек), Sylphide (30, Этьенн Майи) — во главе с линкором Zodiaque (74) во главе с графом д`Аше. Эскадра должна была перевезти 4000 солдат в Пондичерри, для укрепления французских позиций в регионе. Суда покинули Францию 2 мая 1757 года, потеряв 300 человек от эпидемии во время остановки в Атлантике, и, наконец, прибыли в индийские воды в апреле 1758 года, где их уже поджидала британская эскадра Джорджа Покока — линкоры HMS Elisabeth (70 орудий), HMS Cumberland (66), HMS Tiger (60), HMS Weymouth (60), HMS Newcastle (54), HMS Salisbury (50), HMS Protector (40), HMS Queensborough (40) — во главе с флагманом HMS Yarmouth (70).

## Сражение
На бумаге французы даже имели некоторое преимущество в огневой мощи перед британской эскадрой — 470 орудий в сумме против 414. Эта разница, однако, была виртуальной, поскольку Покок имел в своем распоряжении исключительно военные корабли (линкоры), в то время как у Аше был лишь один корабль соответствующего класса. Экипажи британских кораблей были более многочисленны и гораздо лучше подготовлены, их скорострельность также была выше.
29 апреля, около полудня, два флота сошлись в поле зрения голландского поста в Негапатаме и начали формировать традиционные линии для ведения огня. Покок, который, похоже, прекрасно знал о составе французской эскадры, решил сосредоточиться на единственном французском линкоре, Зодиаке (74). Канонада началась около 15:00, французы открыли огонь первыми. Покок сконцентрировал огонь своих кораблей на Зодиаке, чтобы скорее вывести его из боя. В 16 часов бой стал стихать: английские корабли сильно пострадали от огня французских кораблей, пока атаковали их флагман, но Зодиак в конечном счете смог отразить натиск британского флагмана Ярмут. Аше сформировал колонну из 5 судов, чтобы продолжить путь, оставив остальные для сдерживания британцев. К счастью для французов, недалеко от Пондичерри море патрулировали французский линкор Comte de Provence (74) и фрегат Diligente. Привлеченные звуками битвы, они вступили в бой, защищая Зодиак. Аше прекратил отступление и вновь развернул корабли для битвы. Покок, многие корабли которого серьёзно пострадали, решил проявить осторожность и вывел свои корабли из боя. Британцы направились в Мадрас, чтобы восстановить мачты, а французы возобновили свое путешествие в Пондичерри. Из 8 кораблей французской эскадры наибольшие повреждения получил Bien-Aimé — его пришлось буксировать, но у Коромандельского берега он всё-таки пошёл ко дну.

## Последствия
Потери сторон точно не известны, считается, что британцы потеряли 29 убитых и 89 раненых, в то время как французы потеряли около 600 человек. Эта цифра включает и убитых, и раненых, однако представляется вполне реалистичной, учитывая, что французские корабли были загружены солдатами. Сам адмирал Аше был серьёзно ранен в бою.
Оценки исхода битвы разнятся. Французские историки считают, что она закончилась тактическим успехом французов, так как британцам не удалось достичь своей цели — уничтожить французский флот с подкреплениями. Аше удалось провести конвой, который прибыл к Пондичерри в тот же день.